# Mount Nicholas Lagoon
Der Mount Nicholas Lagoon ist ein See im Queenstown-Lakes District der Region Otago auf der Südinsel von Neuseeland.

## Geographie
Der See befindet sich rund 18 km westsüdwestlich von Queenstown zwischen dem Lake Wakatipu, rund 1,35 km nordöstlich entfernt, und dem 1458 m hohen Mount Nicholas, dem Namensgeber der Lagune, dessen Gipfel sich rund 2,7 km südwestlich erhebt. Das rund 75 Hektar große Gewässer liegt auf einer Höhe von 430 m, dehnt sich mit seiner länglichen Nordwest-Südost-Ausrichtung über rund 1,84 km aus und besitzt an seiner breitesten Stelle eine Ausdehnung von rund 590 m in Südwest-Nordost-Richtung.
Der See entwässert an der südöstlichen Seite über den Lagoon Creek, der schließlich über den Afton Burn die Wässer dem Lake Wakatipu zufügt.